# Санта Фе (Аргентина)
Санта Фе (шп. Santa Fe) је град у Аргентини, у покрајини Санта Фе. Према процени из 2005. у граду је живело 381.244 становника.

## Становништво
Према процени, у граду је 2005. живело 381.244 становника.
| 1980.   | 1991.   | 2001.   |
| ------- | ------- | ------- |
| 291.966 | 348.325 | 368.668 |